# بيل مارش
بيل مارش (بالإنجليزية: Bill Marsh)‏ هو لاعب دوري الرغبي أسترالي، ولد في 23 أبريل 1929، وتوفي في 2 أبريل 2002 في Lurnea, New South Wales ‏ في أستراليا.